# Jessica Leyden
Jessica Marie Leyden (22 de febrero de 1995) es una deportista británica que compite en remo.
Ganó dos medallas de bronce en el Campeonato Mundial de Remo, en los años 2017 y 2022, y dos medallas en el Campeonato Europeo de Remo, en los años 2017 y 2022.

## Palmarés internacional
| Campeonato Mundial | Campeonato Mundial        | Campeonato Mundial | Campeonato Mundial |
| Año                | Lugar                     | Medalla            | Prueba             |
| ------------------ | ------------------------- | ------------------ | ------------------ |
| 2017               | Sarasota (Estados Unidos) | Medalla de bronce  | Cuatro scull       |
| 2022               | Račice (República Checa)  | Medalla de bronce  | Cuatro scull       |
| Campeonato Europeo |                           |                    |                    |
| Año                | Lugar                     | Medalla            | Prueba             |
| 2017               | Račice (República Checa)  | Medalla de bronce  | Cuatro scull       |
| 2022               | Múnich (Alemania)         | Medalla de oro     | Cuatro scull       |